# Øyvind Rimbereid
Øyvind Rimbereid (geboren 2. Mai 1966 in Stavanger) ist ein norwegischer Schriftsteller, der vor allem mit Lyrik, aber auch mit Essays, einem Roman und Kurzgeschichten hervorgetreten ist. Am bekanntesten ist sein Science-Fiction-Gedichtband Solaris korrigert.

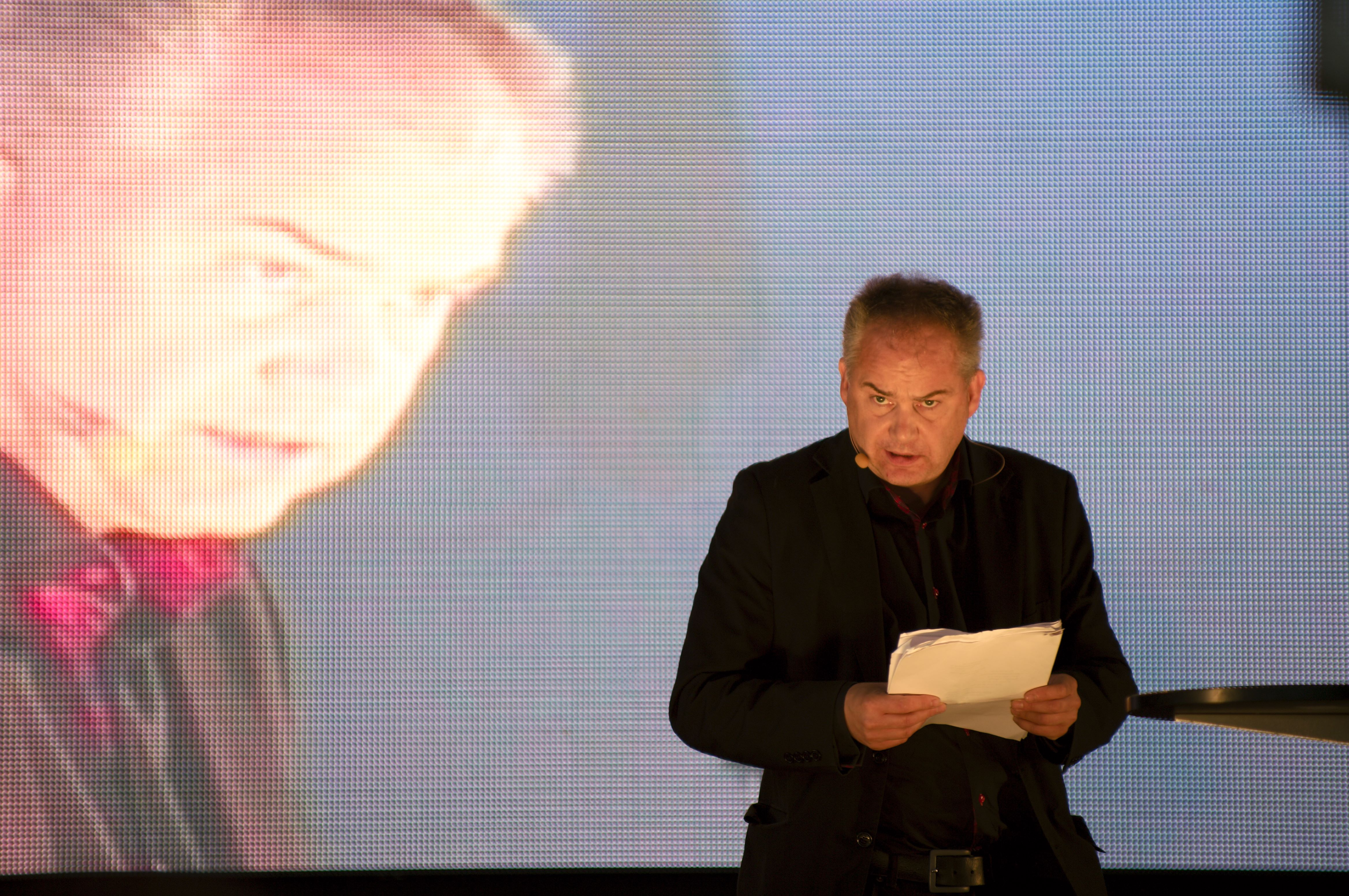
Øyvind Rimbereid, 2011

## Leben
Rimbereid studierte Skandinavistik und Literaturwissenschaft an der Universität Bergen und graduierte dort mit einem skandinavienspezifischen Abschluss als Candidatus philologiae. Er arbeitete später als Hochschullehrer für Kreatives Schreiben der Skrivekunstakademiet in Hordaland.
Über seine private Biografie ist wenig bekannt, da er sehr medienscheu ist.
Literarisch debütierte Rimbereid 1993 mit dem Kurzgeschichtenband Det har begynt.
Er veröffentlichte etwa alle zwei bis drei Jahre ein neues Buch, zumeist beim Gyldendal-Verlag, gewann zahlreiche norwegische Literaturpreise, darunter renommierte wie den Aschehougprisen, Doblougprisen und Brageprisen sowie zweimal den Kritikerprisen der norwegischen Literaturkritiker-Vereinigung.
Viele seiner Gedichte nutzen den besonders klingenden „Stavangerdialekt“. In den Langgedichten spricht Rimbereid über Ökothemen, Landschaft, Reisen, Existenzweisen und die historische Perspektive. Solaris korrigert inspirierte die norwegische Staatsoper Den Norske Opera 2013 eine Opernfassung auf die große Bühne zu bringen, Det Norske Teater brachte 2015 eine Schauspielfassung davon.

## Werke
- Det har begynt, Erzählungen (1993)
- Som solen vokser, Roman (1996)
- Kommende år, Erzählungen (1998)
- Seine topografiar, Lyrik (2001)
- Trådreiser, Lyrik (2001)
- Solaris korrigert, Lyrik (2004)
- Hvorfor ensomt leve, Essays (2006)
- Herbarium, Lyrik (2008)
  - Herbarium : Gedichte. Aus dem Norwegischen von Klaus Anders, Edition Rugerup, Berlin 2011, ISBN 978-3-942955-10-2.
- Jimmen, Lyrik (2011)
- Orgelsjøen, Lyrik (2013)
  - Orgelsee. Aus dem Norwegischen von Klaus Anders und Thomas Fechner-Smarsly, Edition Rugerup, Berlin 2025, ISBN 978-3-942955-89-8.
- Lovene, Lyrik (2015)
- Lenis plassar. Et dikt, Lyrik (2017)

## Auszeichnungen
- Sult-prisen 2001
- Den norske Lyrikklubbens pris 2002
- Kritikerprisen 2004 für Solaris korrigert
- Brage-Preis 2008 für Herbarium
- Nominierung für Literaturpreis des Nordischen Rats 2009 für Herbarium
- Dobloug-Preis 2010
- Kritikerprisen 2013 für Orgelsjøen
- Gyldendal-Literaturpreis 2013
- Diktartavla 2017
- Aschehoug-Literaturpreis 2017

## Belege
1. ↑  Autorenprofil Rimbereid 2012, dagbladet.no (Norwegisch) im Internet Archive, abgerufen am 24. September 2019
2. ↑  Kurzbiografie Øyvind Rimbereid im NRK-Autorenarchiv, abgerufen am 24. September 2019 (Norwegisch)
3. ↑  Werkbetrachtung im Store Norske Leksikon, abgerufen am 25. September 2019

| Personendaten    | Personendaten               |
| ---------------- | --------------------------- |
| NAME             | Rimbereid, Øyvind           |
| KURZBESCHREIBUNG | norwegischer Schriftsteller |
| GEBURTSDATUM     | 2. Mai 1966                 |
| GEBURTSORT       | Stavanger                   |